# 975 років м. Богуслав (монета)
«975 ро́ків м. Богусла́в» — ювілейна монета номіналом 5 гривень, випущена Національним банком України. Присвячена мальовничому місту, розташованому на берегах річки Рось, Богуславу, яке разом з містами Корсунь і Канів було одним з найбільших укріплених пунктів на південному кордоні Київської Русі. Богуславу, життю та боротьбі його населення присвячені видатні твори української народної поезії — дума «Маруся Богуславка», пісня-балада «У містечку Богуславі…».
Монету введено в обіг 5 грудня 2008 року. Вона належить до серії «Стародавні міста України».

## Опис монети та характеристики
| Номінал грн. | Метал      | Маса, г | Діаметр, мм | Якість виготовлення       | Гурт     | Тираж, штук |
| ------------ | ---------- | ------- | ----------- | ------------------------- | -------- | ----------- |
| 5            | нейзильбер | 16,54   | 35,0        | спеціальний анциркулейтед | рифлений | 45 000      |

### Аверс
На аверсі монети розміщено: малий Державний Герб України, під яким напис — «НАЦІОНАЛЬНИЙ»/«БАНК»/«УКРАЇНИ», стилізовану композицію: козацька зброя, гетьманський бунчук (ліворуч) та рукопис і перо (праворуч), що символізують козацьку добу та літературне життя міста, під якими — номінал «5»/«ГРИВЕНЬ», рік карбування монети «2008» та логотип Монетного двору Національного банку України.

### Реверс

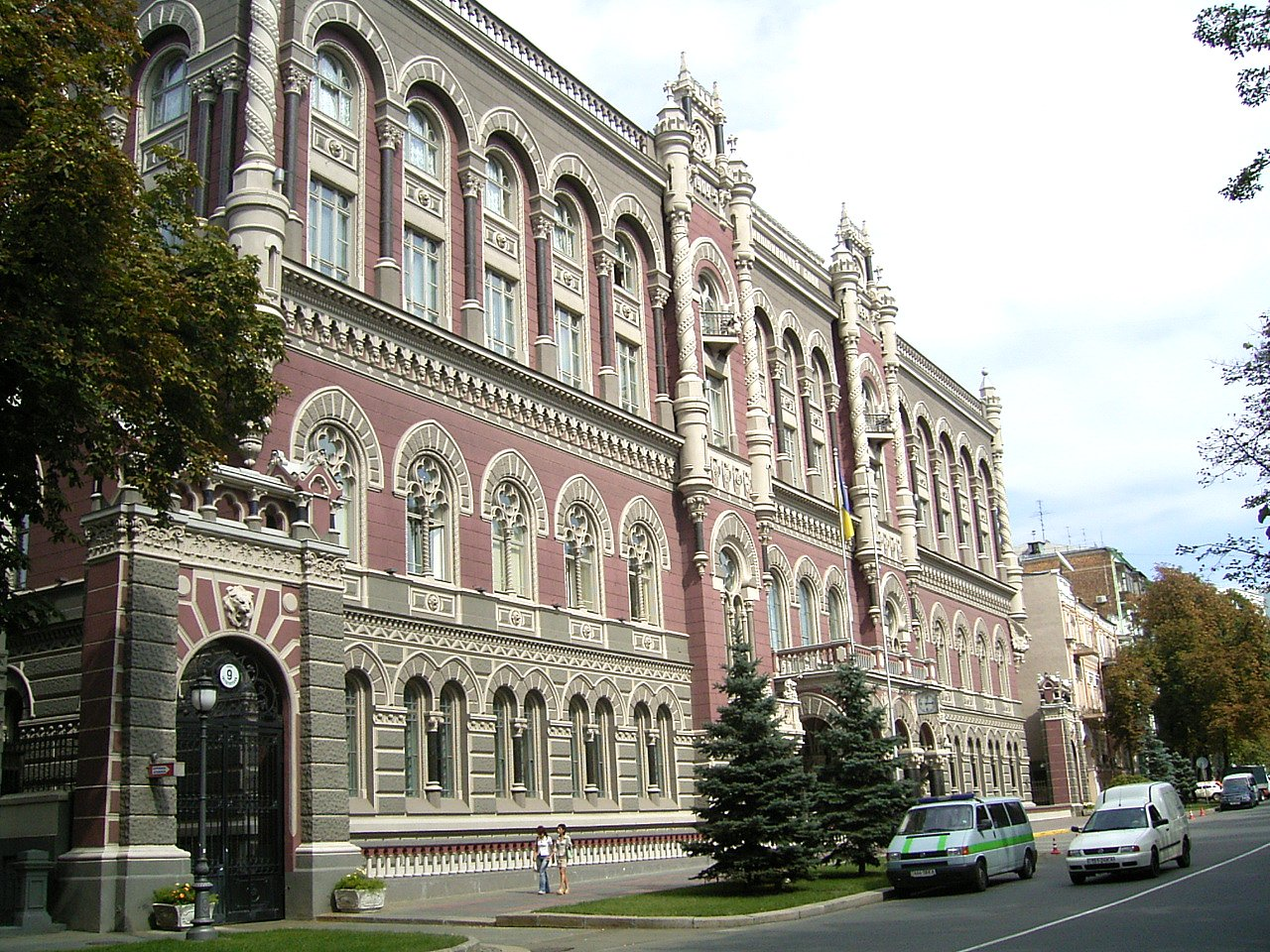
Будівля Національного банку України

На реверсі монети зображено пам'ятки архітектури центральної частини міста, міст через річку Рось, угорі півколом розміщено напис «БОГУСЛАВ», під яким — герб міста, унизу на тлі каменів напис — «975 РОКІВ».

## Автори
- Художники: Володимир Атаманчук, Володимир Дем'яненко.
- Скульптори: Володимир Атаманчук, Володимир Дем'яненко.

## Вартість монети
Ціна монети — 38 гривень, була вказана на сайті Національного банку України в 2016 році.
Фактична приблизна вартість монети, з роками змінювалася так:
| Рік        | 2010 | 2011 | 2012 | 2013 | 2014 | 2015 | 2016 | 2017 | 2018 | 2019 | 2020 | 2021 | 2022 | 2023 | 2024 | 2025 |
| ---------- | ---- | ---- | ---- | ---- | ---- | ---- | ---- | ---- | ---- | ---- | ---- | ---- | ---- | ---- | ---- | ---- |
| Ціна, грн. | 25   | 25   | 25   | 30   | 35   | 40   | 55   | 65   | 70   | 80   | 80   | 90   | 100  | 170  | 230  | 260  |